# Fugèreville
Fugèreville es un municipio canadiense situado en la provincia de Quebec.

## Superficie
Fugèreville tiene una superficie de 157,12 km².

## Demografía
En 2021, tenía 326 habitantes, una densidad poblacional de 2,1 hab./km², y 213 viviendas.